# Mouton-Duvernet (Métro Paris)

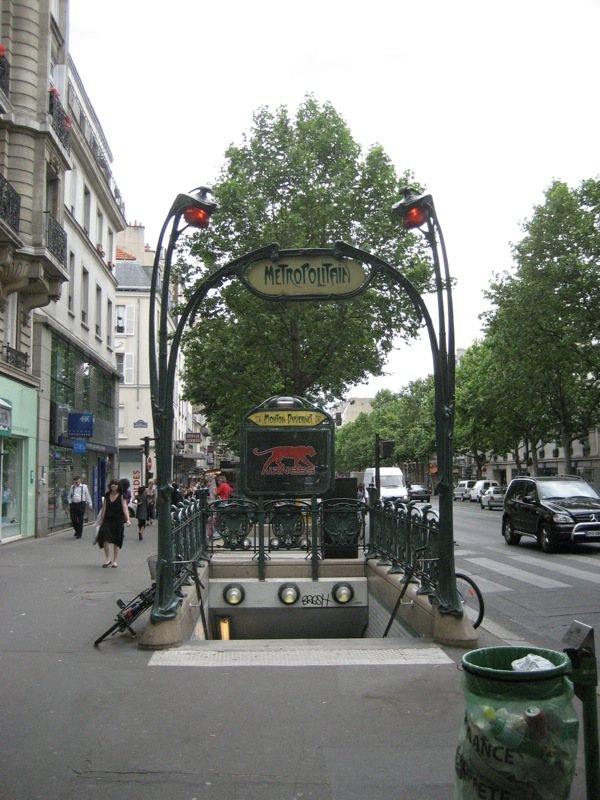
Eingang mit Art-nouveau-Dekor von Hector Guimard

Der U-Bahnhof Mouton-Duvernet [mutɔ̃ dyvɛʁnɛ] ist eine unterirdische Station der Linie 4 der Pariser Métro.

## Lage
Die Station befindet sich im Quartier du Petit-Montrouge des 14. Arrondissements von Paris. Sie liegt längs unter der Avenue du Général Leclerc in Höhe der Einmündung der Rue Mouton-Duvernet.

## Name
Den Namen gibt die Rue Mouton-Duvernet. Diese ist nach Régis Barthélemy Mouton-Duvernet (17770–1816) benannt, der als hochrangiger Soldat sowohl der Revolution als auch Kaiser Napoleon I. diente. Während der Herrschaft der Hundert Tage schloss er sich erneut Napoleon an, weshalb er während des Weißen Terrors 1816 durch Erschießen hingerichtet wurde.

## Geschichte und Beschreibung

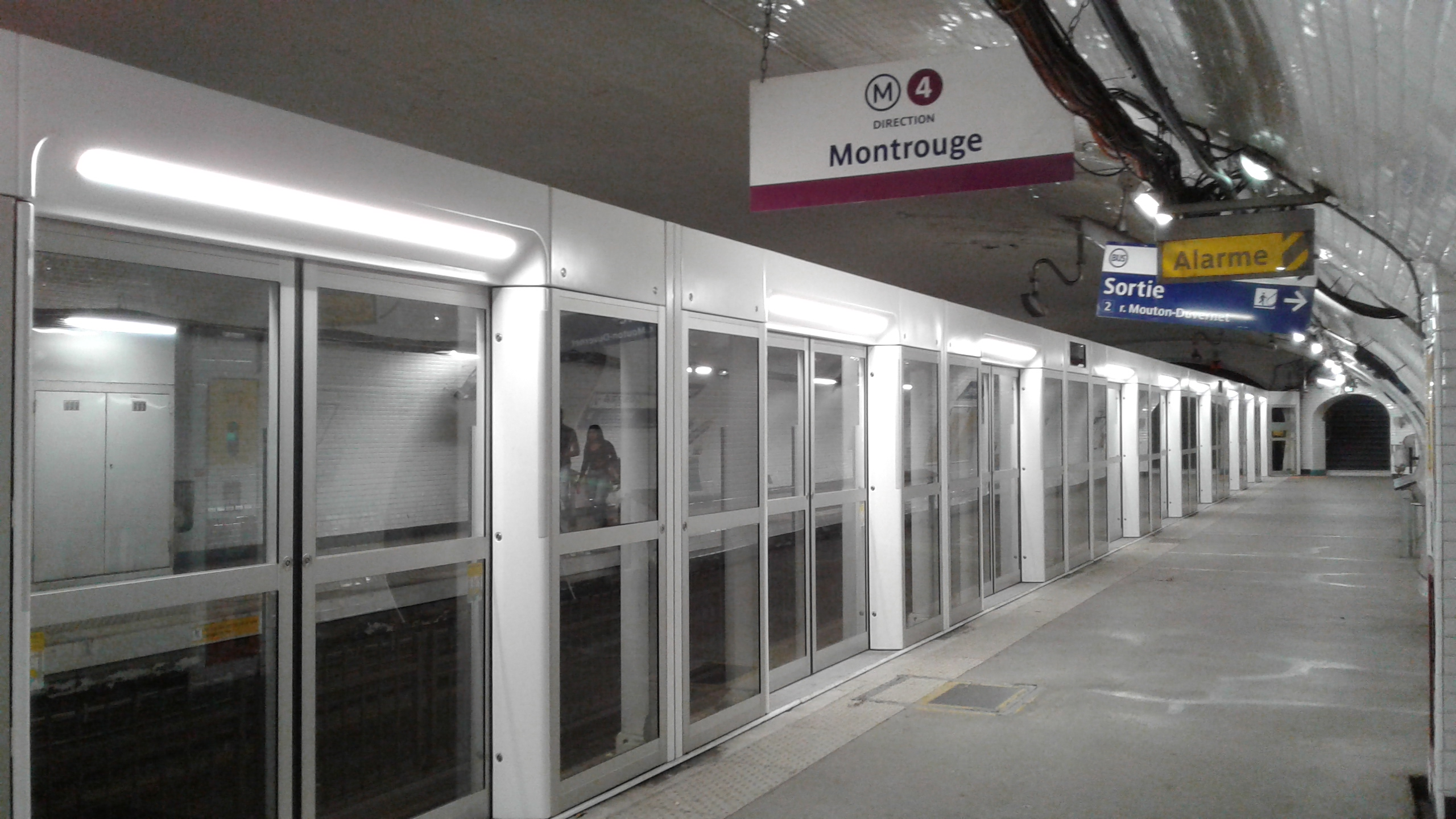
Bahnsteig Richtung Süden nach dem Einbau der Bahnsteigtüren

Die Station wurde am 30. Oktober 1909  von der Compagnie du chemin de fer métropolitain de Paris (CMP) eröffnet. Damals wurde der südliche Abschnitt der Linie 4 von Raspail bis Porte d’Orléans in Betrieb genommen.
Unter einem elliptischen Deckengewölbe mit gekrümmten Seitenwänden weist die weiß geflieste Station Seitenbahnsteige an zwei parallelen Streckengleisen auf. Sie war ursprünglich 75 m lang, Mitte der 1960er Jahre wurde sie auf 90 m verlängert und für den Verkehr mit luftbereiften Zügen umgebaut. Im Zuge der Automatisierung der Linie 4 wurden 2018 Bahnsteigtüren installiert.
Die Station hat zwei Zugänge, von denen einer mit von Hector Guimard entworfenen verflochtenen Eisenträgern im Stil des Art nouveau markiert ist.

## Fahrzeuge

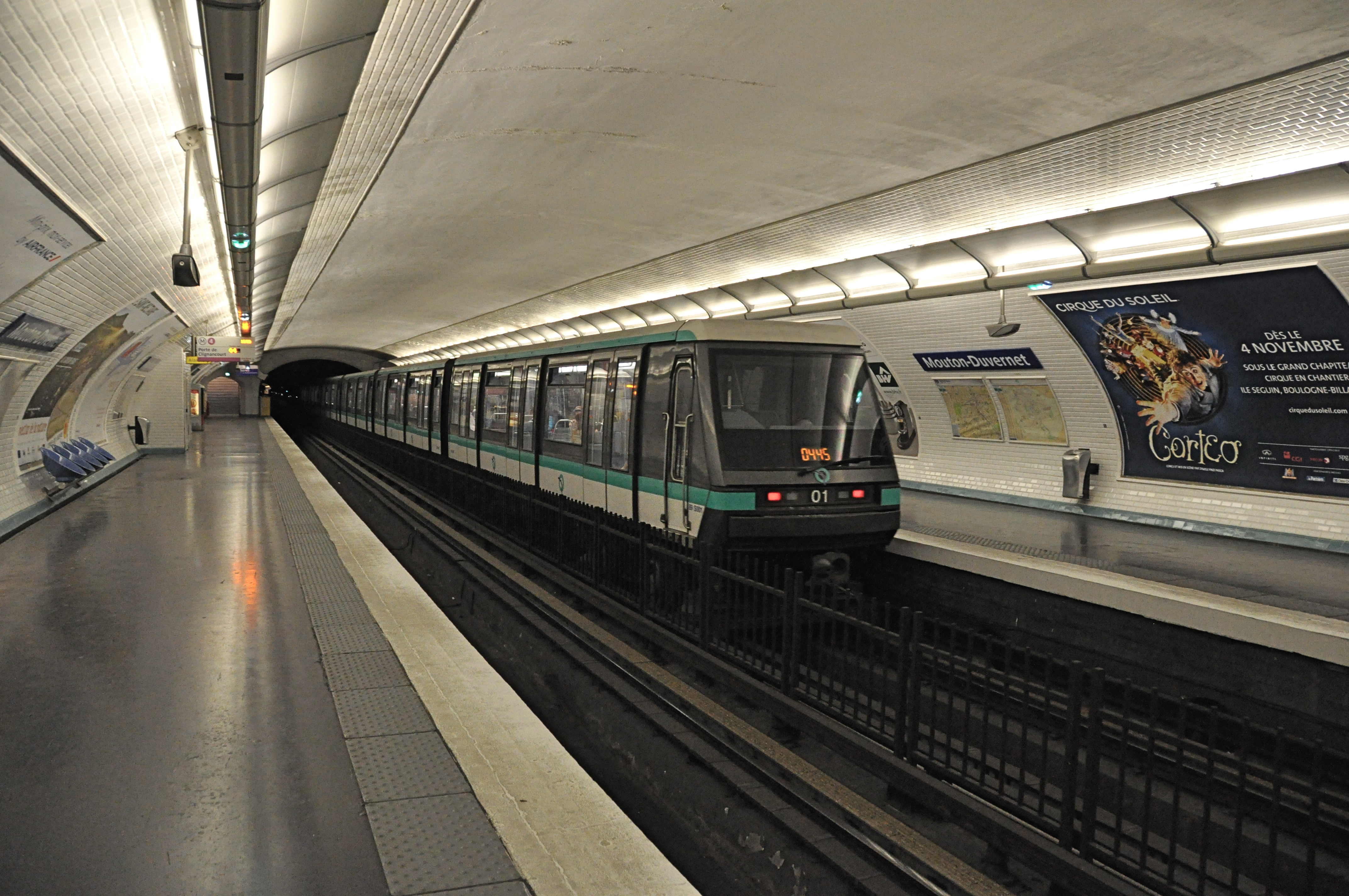
Zug der Baureihe MP 89 bei der Ausfahrt nach Mairie de Montrouge (2011)

Auf der Linie 4 verkehrten bis 1928 5-Wagen-Züge aus zunächst drei zweimotorigen, später zwei viermotorigen Triebwagen und Beiwagen. Sie wurden durch Sprague-Thomson-Züge abgelöst, die in den Jahren 1966/67 sukzessive durch gummibereifte 6-Wagen-Züge der Baureihe MP 59 ersetzt wurden. Seit 2011 ist auf der Linie 4 die Baureihe MP 89 CC im Einsatz. Die Umstellung auf fahrerlose Züge der Baureihen MP 89 CA, MP 05 und MP 14 hat am 12. September 2022 begonnen und soll bis Ende 2023 abgeschlossen sein.